# Suchcice (województwo mazowieckie)
Suchcice – wieś sołecka w Polsce położona w województwie mazowieckim, w powiecie ostrołęckim, w gminie Czerwin.
Wierni Kościoła rzymskokatolickiego należą do parafii Podwyższenia Krzyża Świętego w Goworowie.

## Historia
Wieś szlachecka położona była w drugiej połowie XVI wieku w powiecie ostrowskim ziemi nurskiej. W latach 1921–1939 wieś leżała w województwie białostockim, w powiecie ostrołęckim, w gminie Czerwin.
Według Powszechnego Spisu Ludności z 1921 roku wieś zamieszkiwało 600 osób, 576 było wyznania rzymskokatolickiego, 2 prawosławnego a 22 mojżeszowego. Jednocześnie 576 mieszkańców zadeklarowało polską przynależność narodową, 22 żydowską a 2 rosyjską. Było tu 89 budynków mieszkalnych. Miejscowość należała do parafii rzymskokatolickiej w Goworowie. Podlegała pod Sąd Grodzki w Ostrołęce i Okręgowy w Łomży; właściwy urząd pocztowy mieścił się w m. Czerwin.
W wyniku agresji niemieckiej we wrześniu 1939 wieś znalazła się pod okupacją niemiecką. Od 1939 do wyzwolenia w 1945 włączona w skład Generalnego Gubernatorstwa.

Wieś Suchcice wraz z pobliskimi miejscowościami była największym ośrodkiem udzielania pomocy radzieckim uciekinierom ze stalagów pod Ostrowią Mazowiecką. Uciekinierzy ci zatrzymywali się tu na pobyt stały i okresowy. Wieś spełniała też rolę punktu przerzutowego do przejść granicznych.
W połowie maja 1942 roku Niemcy przeprowadzili zakrojoną na szeroką skalę obławę z udziałem żandarmerii, gestapo oraz wojska przeciwko ludności wiejskiej. Akcją objęto wsie, położone w północno-wschodniej części ówczesnego powiatu ostrowskiego, a mianowicie: Bartosy, Zgorzałowo, Rososz, Brzeźno, Suchcice, Chruśnice i Dzwonek. Podczas łapanek, począwszy od  15 maja 1942 roku aresztowano ponad 50 osób, przy czym tylko w Suchcicach akcja dotknęła 17 rolników. Aresztowania odbyły się pod zarzutem udzielania pomocy więźniom radzieckim, uciekinierom z obozów jenieckich w  Grądach (Stalag nr 324) i w Komorowie (Stalag nr 333), zlokalizowanych koło Ostrowi Mazowieckiej.
W latach 1975–1998 miejscowość administracyjnie należała do województwa ostrołęckiego.

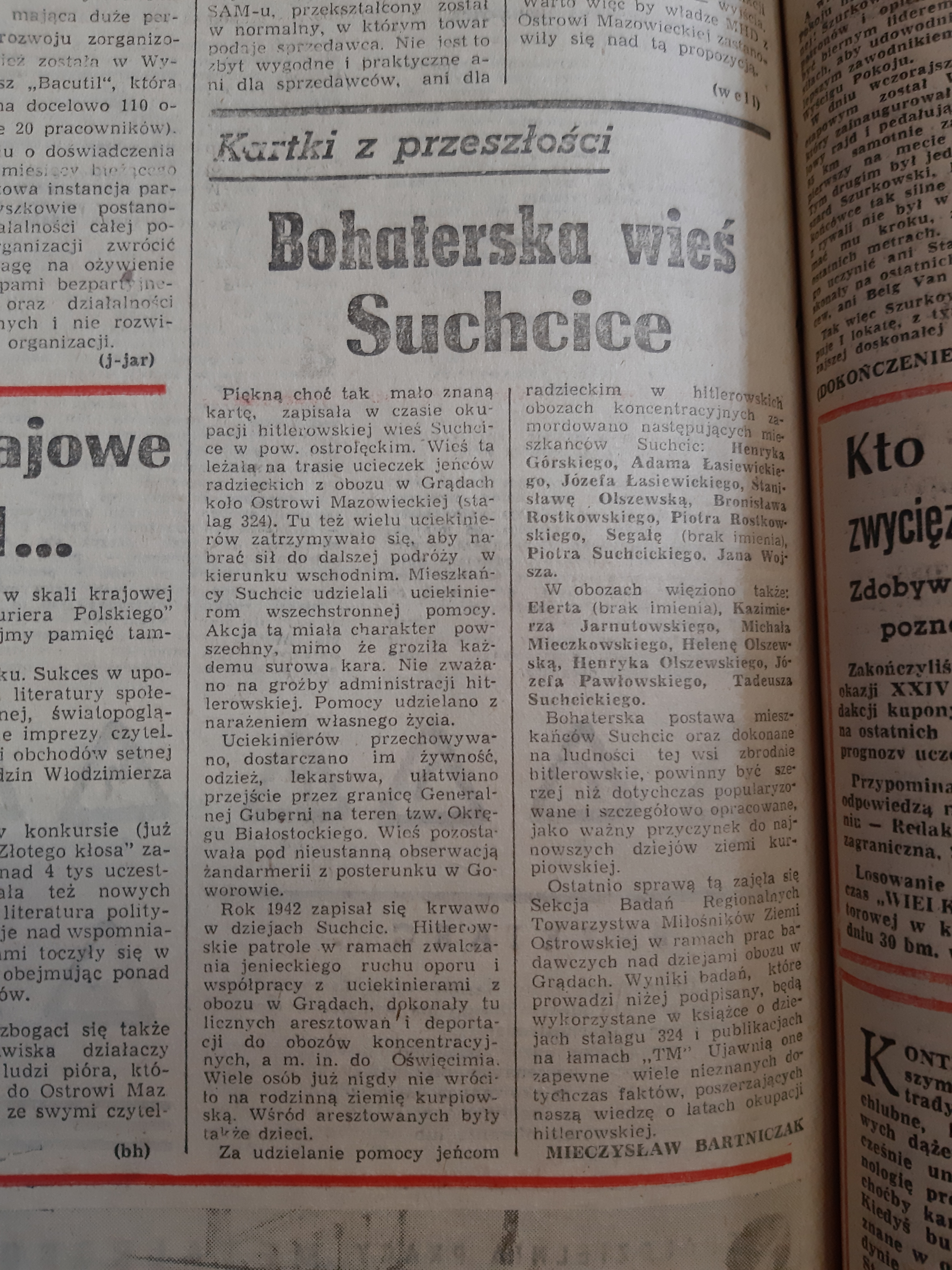